# Heuchera duranii
Heuchera duranii är en stenbräckeväxtart som beskrevs av Bacigal.. Heuchera duranii ingår i släktet alunrötter, och familjen stenbräckeväxter. Inga underarter finns listade i Catalogue of Life.